# 오타 리나
오타 리나(太田莉菜, 1988년 1월 11일~)는 일본의 모델 겸 배우이다.